# درخت هلو
درخت هلو (انگلیسی: The Peach Tree؛‏ کره‌ای: 복숭아나무) فیلم محصول سال ۲۰۱۲ کره جنوبی به کارگردانی کو هه سون است. چو سونگ وو و ریو دوک هوان در نقش دوقلوی به‌هم‌چسبیده هستند که هر دو عاشق زنی به نام پارک سونگ آه با بازی نام سانگ می می‌شوند.
این فیلم نخستین بار در جشنواره بین‌المللی فیلم بوسان ۲۰۱۱ به نمایش درآمد و یک سال بعد در ۳۱ اکتبر ۲۰۱۲ در کره جنوبی منتشر شد. این فیلم در سال ۲۰۱۳ به جشنواره بین‌المللی فیلم فانتزی بروکسل، جشنواره فیلم فانتزی اسب طلایی تایوان و جشنواره فیلم آسیایی نیویورک دعوت شد.

## بازیگران
- چو سونگ وو در نقش سانگ هیون
- ریو دوک هوان در نقش دونگ هیون
- نام سانگ می در نقش پارک سونگ آه
- چوی ایل هوا
- کیم هه نا در نقش جی هیون
- کیم بیونگ اوه در نقش خبرنگار کیم
- شین هه جونگ
- بک گیونگ مین در نقش ته سونگ
- جون می را
- سون یونگ سون

### حضور افتخاری
- چوی دانیل
- لی جون هیوک
- سو هیون جین
- ایم جی کیو

## موسیقی
چو سونگ وو ترانه‌ای برای این فیلم خوانده است.